# Ghoghardiha
Ghoghardiha é um cidade no distrito de Madhubani , no estado indiano de Bihar.

## Demografia
Segundo o censo de 2001, Ghoghardiha tinha uma população de 14.523 habitantes. Os indivíduos do sexo masculino constituem 51% da população e os do sexo feminino 49%. Ghoghardiha tem uma taxa de literacia de 43%, inferior à média nacional de 59,5%: a literacia no sexo masculino é de 53% e no sexo feminino é de 33%. Em Ghoghardiha, 18% da população está abaixo dos 6 anos de idade.